# Pro Wrestling (NES)
Pro Wrestling (Japans: プロレス; Puroresu) is een videospel dat werd ontwikkeld en uitgegeven door Nintendo. Het spel kwam in 1986 uit als arcadespel. Later kwam het spel ook uit voor de Nintendo Entertainment System en de Famicom Disk System. Het spel kan met een of twee personen gespeeld worden. De speler beschikt over verschillende moves om de tegenstander in een wedstrijd van vijf minuten te verslaan. Bij de singleplayer versie moet de speler strijden voor een eerste plaats en is het spel ten einde als de speler lager dan een zesde plaats behaald.

## Worstelaars
Het spel heeft verschillende tegenstanders die moeten overwonnen voordat de speler zich de Video Wrestling Association champion! kan noemen. Bij het arcadespel ontbrak arcade Great Puma als tegenstander.
| Engelse naam     | Japanse naam           | Bijnaam                   | Speciale moves                                                               |
| ---------------- | ---------------------- | ------------------------- | ---------------------------------------------------------------------------- |
| Fighter Hayabusa | ファイター隼           | The Invincible Warrior    | Back Brain Kick                                                              |
| Starman          | スターマン             | Super Space-Traveller     | Somersault Kick, Flying Cross Chop                                           |
| Kin Corn Karn    | キン・コン・カーン     | A Living Karate Tool      | Karate Kick, Mongolian Chop                                                  |
| Giant Panther    | ジャイアント・パンサー | The Ultimate Human Weapon | Iron Claw, Head Butt                                                         |
| The Amazon       | ジ・アマゾン           | Half-Piranha, Half-Man    | Piranha Bite, Outlaw Choke                                                   |
| King Slender     | キング・スレンダー     | Cold-blooded Warrior, Jr. | Back Breaker                                                                 |
| Great Puma       | グレート・プーマ       | The Perfect Warrior       | Somersault Kick, Back Breaker, Iron Claw, Bulldog Lariat/Running Neckbreaker |

## Ontvangst
| Beoordeeld door                       | Platform | Jaar | Score |
| ------------------------------------- | -------- | ---- | ----- |
| ACE (Advanced Computer Entertainment) | NES      | 1989 | 79%   |
| Génération 4                          | NES      | 1987 | 79%   |
| Power Play                            | NES      | 1988 | 65%   |
| Tilt                                  | NES      | 1987 | 55%   |
| Computer and Video Games (CVG)        | NES      | 1988 | 50%   |

## Trivia
- De openingstune op de NES werd ook gebruikt bij andere spellen zoals Tennis, Volleyball en Baseball.